# أبو طيلون متفرع الأزهار
أبو طيلون متفرع الأزهار (الاسم العلمي: Abutilon ramiflorum) هو نوع من النباتات يتبع جنس الأبو طيلون من الفصيلة الخبازية.